# Podvinci
Podvinci este o localitate din comuna Ptuj, Slovenia, cu o populație de 802 locuitori.